# 清泉崗空軍基地
清泉崗空軍基地（せいせんこうくうぐんきち、英語: Ching Chuan Kang Air Base : CCK）は台湾の台中市にある空軍の基地である。第3戦術戦闘航空団の本拠地であり、AIDC F-CK-1 Ching-kuo戦闘機の3個飛行隊が配備されている。また、陸軍の空挺および特殊作戦司令部にも使用されている。

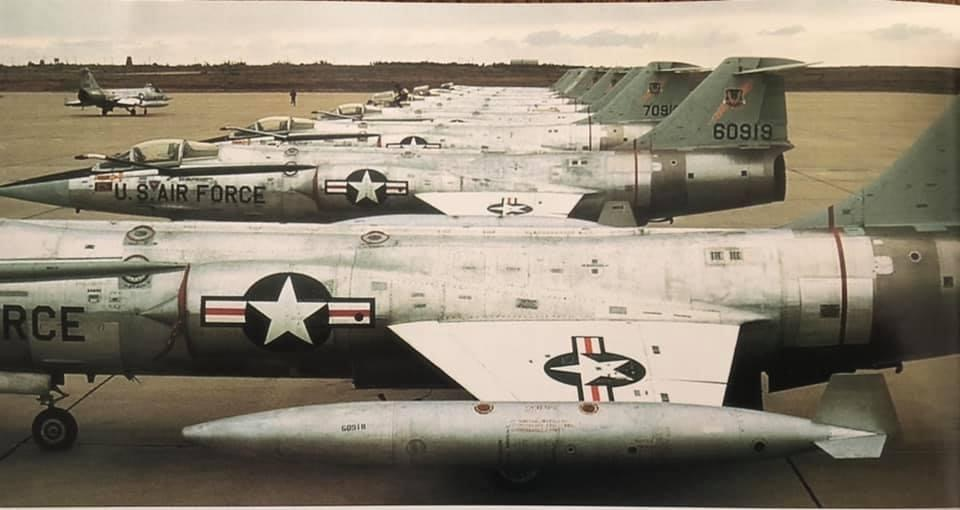
第479戦術戦闘航空団、第434戦術戦闘飛行隊の米国空軍ロッキードF-104Cスターファイター。(1965年4月)

## 沿革
清泉崗航空基地の前身は、日本統治時代の1936年、公館付近に建設された。飛行場の建設は1954年に開始され、1990年代後半の時点で、最長の滑走路の長さは12,000フィート（3,700メートル）だったと言われている。

## 配備部隊
- 第3戦術戦闘航空団
  - 戦争研究評価センター
  - 第7戦術戦闘機飛行隊 - AIDC F-CK-1 Ching-kuo
  - 第28戦術戦闘機飛行隊 - AIDC F-CK-1 Ching-kuo
  - 第3整備補給群  第3基地サービスグループ  ** 第3憲兵隊
- 空軍防空砲兵司令部
  - 第795防空ミサイル旅団
  - 第63大隊 - MIM-104 パトリオット

## 米軍
冷戦時代、清泉崗航空基地はアメリカ空軍の台湾防衛司令部の支援施設として使用されていた。同時に、台湾に駐留する米軍最大の航空基地でもあり、約6,000〜8,000人の米軍が駐留していた。
1954年、台湾軍事援助グループが基地に駐留した。
米空軍の基地使用は1958年、ケモイ危機の際に第83戦闘迎撃飛行隊から12機のロッキードF-104スターファイターが配備されたことに始まる。危機は平和的に解決され、航空機は米国に返還された。
1958年8月から1959年1月まで、第51戦闘邀撃航空団は8機のF-86Dを台湾の清泉館基地に配備し、軍の戦闘航空支援任務を行った。
1960年2月、米空軍が台湾の基地を調査した結果、米空軍の戦術部隊のニーズに最も適しているのはクンクアン基地であると決定された。
1960年5月10日から20日にかけて、第67戦術偵察飛行隊の航空機がクンクアン基地（後のチンチュアンカン）に配備された。
1960年5月20日から6月13日まで、戦術航空団（TAC）は第474戦術戦闘航空団、第428戦術戦闘中隊をネバダ州ネリス空軍基地からクンクアン基地に配備した。
1960年6月4日から14日まで、第18戦術戦闘航空団が沖縄の嘉手納飛行場からクンクアン基地に航空機を配備。
1960年12月4日から11日まで、第405戦闘航空団はフィリピンのクラーク基地からF-102デルタ・ダガーをクンクアン基地に配備。

1961年3月14日〜28日、第18戦術戦闘航空団は第15戦術偵察飛行隊を沖縄の嘉手納飛行場からマクドネルRF-101ブードゥーを搭載して台湾のクンクアン基地に配備。
1961年4月18日〜25日、第18戦術戦闘航空団は、沖縄の嘉手納飛行場から第12戦術戦闘飛行隊の分遣隊を、ノースアメリカンF-100スーパーセイバーとともにクンクアン基地に派遣した。
1961年5月11日〜24日、三沢基地を拠点とする第39航空師団は、台湾のクンクアン基地に偵察機の機動部隊を派遣した。
1961年8月1日〜9月30日、第509戦闘機迎撃飛行隊のF-102デルタ・ダガーがビッグトラック作戦でクラーク基地からクンクアン基地に派遣された。
1962年3月6日〜3月12日、第18戦術戦闘航空団がクンクアン基地に配備。その間、3月10日から17日まで行われたフライング・タイガー演習に参加し、第8戦術戦闘航空団も日本の板付基地からクンクアン基地に配備された。
1963年2月20日から27日、第510戦術戦闘機中隊は台湾への派遣中、クンクアン基地の第6214航空基地群第1分遣隊の支援を受けた。
1963年2月21日、第405戦闘航空団はスカイ・ソルジャーIIIに参加するため、F-102デルタ・ダガーをクンクアン基地に配備。
1963年3月13日-5月15日、第67戦術戦闘機中隊は、共和国F-105サンダーチーフを台湾に派遣するため、クンクアン基地の第6214航空基地群第1分隊の支援を受けた。
1964年3月17日〜27日、第15戦術偵察飛行隊が嘉手納基地からクンクアン基地に偵察任務のため配備され、マクドネルRF-101ブードゥーを装備。
1965年4月、カリフォルニア州ジョージ基地の第479戦術戦闘航空団は、2つのF-104C飛行隊をCCKに配備した（第434TFSと第435TFS）。
1965年4月17日、米空軍副参謀長ウィリアム・H・ブランチャード大将がチュアンカン基地を訪れた。彼は新しい1,000人規模の食堂を正式にオープンさせた。
1966年2月2日、第6217戦闘支援群がCCKに設立された。
第479戦術戦闘航空団がかつて台湾のチュアンカン空軍基地に駐留していた部隊は以下の通りである。
第434戦術戦闘機飛行隊（1965年4月〜1965年10月）（F-104C）
第435戦術戦闘機飛行隊（1965年10月12日〜1965年12月21日）（F-104C）
戦術航空司令部は1966年1月22日、テネシー州スウォート基地から、フェアチャイルドC-123プロバイダーズとロッキードC-130ハーキュリーズを擁する第314兵員輸送航空団をCCKに再配置した。知られている飛行隊は以下の通り：
- 50th Tactical Airlift Squadron (C-130E) (February 1966 – May 1971) (Tail Code DE)
- 345th Tactical Airlift Squadron (C-130E) (February 1966 – May 1971) (Tail Code DH)
- 346th Tactical Airlift Squadron (C-130E) (March 1969 – May 1971) (Tail Code DY)
- 776th Tactical Airlift Squadron (C-130E) (February 1966 – May 1971) (Tail Code DL)

これらの航空機は引き続き基地に配備され、極東全域で旅客・貨物空輸を行い、東南アジアでは戦闘空輸を行った。第314TAWは1971年にアーカンソー州リトルロック基地に帰還した。第314飛行隊は1971年5月31日に太平洋空軍第374戦術空輸飛行隊と交代し、沖縄の那覇基地から配置転換され、CCKは戦域ベースの戦術空輸機のアジアにおける主要な発着支援施設となった。知られている飛行隊は以下の通り：
- 21st Tactical Airlift Squadron (C-130E) (May 1971 – November 1973) (Tail Code DY)
- 37th Tactical Airlift Squadron (C-130E) (December 1971 – March 1973)
- 50th Tactical Airlift Squadron (C-130E) (May 1971 – November 1973) (Tail Code DE)
- 345th Tactical Airlift Squadron (C-130E) (May 1971 – November 1973) (Tail Code DH)
- 776th Tactical Airlift Squadron (C-130E) (May 1971 – November 1973) (Tail Code DL)

第374飛行隊は東南アジアでの作戦支援に重点を置き、その他の地域でも定期的な空輸を続けた。同翼の人道的任務の一つであるフィリピン洪水救援は、1972年にフィリピン共和国大統領部隊賞を受賞した。1973年3月には、北ベトナムのハノイからアメリカ人捕虜を送還する「帰還作戦」を支援した。
ベトナム上空でのB-52アークライトの出撃率が増加したため、PACAFの戦闘機支援を提供するKC-135の追加移転が必要となった。1968年2月、アメリカ空軍戦略空軍司令部第4220空中給油飛行隊がCCKに配備され、以前はタイのタクリRTAFBと沖縄の嘉手納飛行場を拠点としていたKC-135タンカーをもたらした。
KC-135は、U-TapaoでのB-52の運用とTakhliでのF-111の配備を増やすために再配置された。KC-135のチン・チュアン・カンへの移動は、ベトナムの給油地域に近い場所に拠点を置くため、その効果を高めた。さらに、1968年2月までに、5機のU-タパオ海軍飛行場ベースの無線中継機が、約450人の追加米空軍要員とともにチン・チュアン・カンに移された。
1968年3月21日、第9戦略偵察飛行隊第1戦略偵察飛行隊のSR-71ブラックバード偵察機61-17974号機は、対北ベトナム超音速高高度偵察作戦を終えた後、沖縄の嘉手納基地が悪天候のため、2機がKC-135Q空中給油機の援護を受け、早々にチュアンカン基地に着陸した。その際、PRCの監視を避けるため、KC-135Qのコールサインも使用した。チュワン・カン基地に入ったSR-71のパイロット、ジェリー・オマリー少佐とエド・ペイン大佐は管制塔に着陸の許可を求め、175ノットの速度で2機のKC-135Qの真ん中に着陸、着陸直後、撮影されたフィルムはC-130輸送機で東京の横田基地に運ばれ、処理される。台湾に初めて着陸した長距離戦略偵察機でもある。そして3月23日に嘉手納基地に帰還した。
1968年5月31日、第6217戦闘支援群は解散した。
1968年11月29日から12月8日にかけて、横田基地を拠点とする第347戦術戦闘航空団から2機のマーチンEB-57キャンベラがCCKに派遣された。これらの航空機は中華民国防空パイロットに、電子的対抗措置（ECM）装置を使用する敵機を探知・迎撃する機会を提供した。
1969年12月5日、第50戦術空輸飛行隊62-1800のC-130Eが台南基地の南約6マイル（9.65キロ）に墜落。
1972年2月20日、ロッキードHC-130がチュアンカン基地からスコット基地（イリノイ州）まで飛行し、ターボプロップ機による無着陸大圏距離8,732.09マイル（14,052.94km）の世界記録を樹立した。
沖縄の嘉手納飛行場を拠点とする第18戦術戦闘航空団は、1972年11月から1975年5月まで、マクドネル・F-4CファントムIIの2個飛行隊を維持していた。
1972年11月6日、第18航空団は第44戦闘飛行隊と第67戦闘飛行隊のマクドネル・ダグラスF-4C/DファントムII戦闘機を1975年5月31日まで清泉館基地に派遣し、中国からの航空脅威に対する台湾の防衛を支援した。
第18戦術戦闘航空団がかつて台湾のチュアンカン空軍基地に駐留していた部隊は以下の通りである。
第44戦術戦闘機中隊（テイルコード：ZL）（1972年11月6日〜1975年4月10日）（F-4C/D）
第67戦術戦闘機中隊（機体番号：ZG）（1972年11月6日〜1975年5月31日）（EF-4C、F-4D）
1973年3月、CCKに駐留していた米軍の数は約5000人だった。
16 September 1973 - A 44th Tactical Fighter Squadron F-4C aircraft crashed during a temporary duty assignment in Taiwan; the crewmembers safely ejected.
1973年9月16日 - 第44戦術戦闘飛行隊F-4C機が台湾での一時任務中に墜落、乗員は無事脱出。
1975年4月10日、第18戦術戦闘航空団の第44戦術戦闘機中隊は、台湾の台中にある清泉港基地から、マクドネル・F-4C/DファントムII戦闘機24機とパイロット、地上クルー計450人を沖縄の嘉手納飛行場に引き揚げた。
1975年5月、第67戦術戦闘飛行隊は台湾のCCK基地から撤退し、18機のF-4Cからなる最終飛行隊は5月27日から31日にかけて沖縄の嘉手納飛行場に向かった。
1975年6月1日、F-4戦闘機の撤退に伴い、第6217戦術群は第6217航空基地隊に改編され、CCK基地は世話役となった。

1975年7月31日、CCK基地に駐留する米軍兵士の数は571人だった。
1977年以降、CCK基地の米軍駐留兵力は100人に削減された。